# روبرت هيتزرون
روبرت هيتزرون، ولد في بودابست-سانتا باربرا(كاليفورنيا) (31 ديسمبر 1938- 12 أغسطس 1997) هو مجري الجنسية، ولغوي معروف بعمله في الدراسات المقارنة للغات الأفروآسيوية، وكذلك بدراسته للكوشية. واللغات السامية الإثيوبية.

## سيرته الشخصية
ولد هيتزرون في المجر، وتلقى تعليمًا يهودي عامًا ودينيًا عندما كان طفلاً. التحق بجامعة بودابست ودرس اللغة المجرية والعبرية كمواد رئيسية وبدأ يحضر دورات في قسم فقه اللغة السامية والعربية. على أي حال، فر من بودابست سيرًا على الأقدام بعد بضعة أشهر بعد الثورة المجرية 1956. مكث لفترة في فيينا ودرس لفترة أخرى في ستراسبورغ، قبل أن يستقر أخيرًا في باريس، حيث درس اللغويات مع أندريه مارتنيه وجوزيف توبيانا. عامي 1960 و1961، درس الفنلندية في يوفاسكولا، والصومالية في لندن، والإيطالية في بيروجيا. حصل على شهادته في الماجستير من الجامعة العبرية في القدس من عام 1961 حتى 1964 تحت إشراف هانز جاكوب بولوتسكي، وعلى شهادة الدكتوراه عام 1964 حتى 1966 في تحت إشراف وولف ليسلاو في جامعة كاليفورنيا، لوس أنجلوس. ومن عام 1966 حتى وفاته، كان أستاذًا في جامعة كاليفورنيا، سانتا باربرا. عام 1972، أطلق مؤتمر أمريكا الشمالية حول اللغويات الأفروآسيوية ((NACAL) North American Conference on Afroasiatic Linguistics). في عامي 1977 و1978، حصل على زمالة غوغنهايم وتابع أبحاثه في مدرسة الدراسات الشرقية والأفريقية في لندن. بالإضافة إلى اللسانيات الأفروآسيوية، كما أنه قدم خلال هذا الوقت مساهمات في لغويات لغة جاسكون الموجودة جنوب غرب فرنسا. عرض هيتزرون أفكارًا أصلية. أولها، عن المجموعات الفرعية اللغوية في اللسانيات التاريخية. وفقًا لتصنيفه الصريح والقائم على أسس نظرية للغة السامية، تم تجميع اللغة العربية في وسط سامية بدلاً من سامية جنوبية. وضح أن مجموعة لغات جوراجي في السامية الإثيوبية ليست متوارثة. وحاول أن يدمج وصف الشدّة والتجويد في بناء الجملة فريدة من نوعها.
كتب روبرت باكوس التكريم التالي له بمناسبة وفاته في عام 1997:
«عُين روبرت هيتزرون أستاذًا مساعدًا في قسم (وقتها) اللغات وآداب الجرمانية والسلافية عام 1966 لبدء برنامج في اللغة العبرية وآدابها. أصبح أستاذًا مشاركًا في عام 1969 وأستاذًا في عام 1974. على الرغم من أن هذا التعيين حدد إلى حد كبير مهنته التدريسية، إلا أن اهتماماته وأبحاثه العلمية كانت أكثر شمولاً. كان أولاً وقبل كل شيء لغويًا متخصصًا في اللغات الأفروآسيوية واشتمل عمله على الدراسات المقارنة والتحليل الدلالي والجوانب النظرية للقواعد. في الوقت نفسه، كان لديه تقدير للفروق الدقيقة في الأدب، والتي بدأت تظهر في منشوراته الأخيرة في شكل ترجمة وتحليل نصي. بدأ تطور روبرت كعالم لغوي من مرحلة مبكرة من الوصف والتحليل اللغوي وأنتقل نحو منظور شامل بين اللغات يركز على المقارنة والنظرية. كان جزء كبير من عمله يتعلق باللغات الأفروآسيوية، حيث قدم مساهمات في الدراسات المقارنة والتاريخية التي حددت هذا المجال بشكل أساسي. كما كتب عن اللغات السامية المساعدة في اهتماماته الأفروآسيوية، وقام بدراسة خاصة مع نشر واسه للغته الأم، المجرية. كانت اللغة الإنجليزية مصدر إلهام له أيضًا، حيث أعطته موادًا لبعض أعماله النظرية.»
تعدد اللغات لدى روبرت كان بسبب الظروف القاهرة، ولد في بودابست عام 1937، وعندما تمكن من الالتحاق بجامعة أوتفوش لوراند في بودابست عام 1956، طُرد إلى فرنسا كلاجئ بسبب فشل الانتفاضة المجرية. ومن عام 1957 حتى عام 1961، عاش حياة طالب متجول تميزت بفترات عمل في جامعة ستراسبورغ، ومعهد اللغات والحضارات الشرقية بباريس، والمدرسة التطبيقية للدراسات العليا، والجامعة العبرية في القدس، وجامعة فيينا، وكذلك مدارس في فنلندا وإنجلترا وإيطاليا. انتهت هذه الفترة الاستكشافية في خريف عام 1961، عندما هاجر روبرت إلى إسرائيل ودخل الجامعة العبرية كطالب دراسات عليا. بعد عام من الخدمة في الجيش الإسرائيلي، أكمل تعليمه المتقطع هناك بحصوله على درجة الماجستير في اللغويات (اللغات السامية) عام 1964. في خريف ذلك العام، التحق بالدكتوراه. برنامج قسم لغات الشرق الأدنى في جامعة كاليفورنيا. قام بعمل ميداني في إثيوبيا حول اللغات السامية والكوشية في عامي 1965-1966 وحصل على درجة الدكتوراه بلغات الشرق الأدنى عام 1966. ثم تعين في جامعة كاليفورنيا (سانتا باربرا) بعد ذلك مباشرة.

## منشورات مختارة

### اللغة المجرية
- Hetzron، R. (1962) L'accent en hongrois. Paris، Bulletin de la Société de Linguistique de Paris 57، pp. 192 – 205.
- Hetzron، R. (1964) Les syntagmes à totalisateur du hongrois. Word 20، 55-71.

### اللغات الكوشية
- Hetzron، R. (1969). The Verbal System of Southern Agaw  [لغات أخرى]‏. Berkeley & Los Angeles: University of California Press. (Ph.D.-thesis)

### اللغات السامية الاثيوبية
- Hetzron، R. (1972). Ethiopian Semitic: studies in classification. Manchester. ISBN:0-7190-1123-X. مؤرشف من الأصل في 2022-04-18.{{استشهاد بكتاب}}:  صيانة الاستشهاد: مكان بدون ناشر (link)
- Hetzron، R. (1977). The Gunnän-Gurage Languages. Napoli: Istituto Orientale di Napoli.
- Hetzron، R. (1996). "The two futures in Central and Peripheral Western Gurage". في Grover Hudson (المحرر). Essays on Gurage language and culture: dedicated to Wolf Leslau on the occasion of his 90th birthday. Wiesbaden: Harrassowitz. ص. 101–109.
- Chamora، B.؛ Hetzron، R. Inor. Munich: Lincom Europa. ISBN:3-89586-977-5.

### دراسة مقارنة بين اللغات السامية والأفروآسيوية
- Hetzron، R. (1990). "Afroasiatic Languages". في Bernard Comrie (المحرر). The World's major languages. Oxford: Oxford University Press. مؤرشف من الأصل في 2022-06-25.
- R.Hetzron، المحرر (1997). The Semitic languages. London: Routledge. ISBN:0-415-05767-1. مؤرشف من الأصل في 2022-09-08.

## إحياء ذكرى
الاجتماع السنوي الخامس والثلاثون لمؤتمر أمريكا الشمالية حول اللغويات الأفروآسيوية في سان أنطونيو عام 2007. الذي بدأه روبرت هيتزرون في سانتا باربرا عام 1972، كان مكرس لذكراه.

## ملحوظات
1. ↑  Siegbert Uhlig، المحرر (2005). "Hetzron, Robert". موسوعة إثيوبيا. Wiesbaden: Harrassowitz Verlag. ج. 2: D-Ha. ص. 24–25.
2. ↑  Siegbert Uhlig، المحرر (2005). "Hetzron, Robert". موسوعة إثيوبيا. Wiesbaden: Harrassowitz Verlag. ج. 2: D-Ha. ص. 24–25.Siegbert Uhlig; et al., eds. (2005). "Hetzron, Robert". Encyclopaedia Aethiopica. Vol. 2: D-Ha. Wiesbaden: Harrassowitz Verlag. pp. 24–25.